# Frederic Kimber Seward

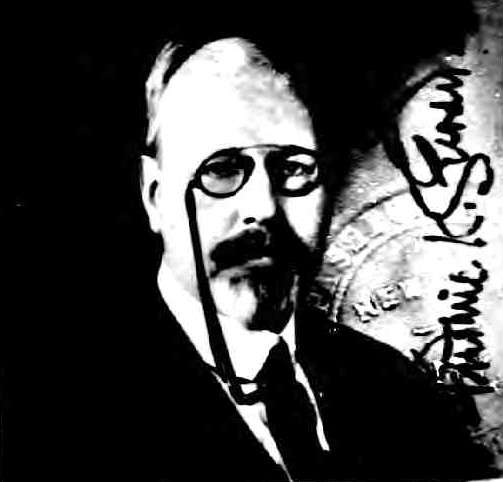
Frederic Seward, 1925.

Frederic Kimber Seward, född 23 mars 1878 i Wilmington, Delaware, död 7 december 1943 i New York, var en amerikansk advokat och överlevare av RMS Titanics förlisning. Han var utbildad vid Columbia University där han avlade examen 1899.

## Ombord på RMS Titanic
Seward steg på Titanic som förstaklasspassagerare i Southampton. Han hade besökt Europa i affärsärenden. Under olycksnatten den 14 april spelade Seward kort tillsammans med skådespelaren Dorothy Gibson. Efter kollisionen insisterade Gibson på att Seward och en annan manlig passagerare skulle få följa med henne i den första livbåten som blev klar att sjösättas, nummer 7. Denna livbåt sjösattes mer än halvtom då många passagerare vid denna tidpunkt inte ville lämna Titanic.
Efter räddningen organiserade han tillsammans med bland andra Mauritz Håkan Björnström-Steffansson en kommitté för att hylla kapten Arthur Rostron, befälhavare på RMS Carpathia.